# Leghorn
La Leghorn est une des races de poule domestique les plus répandues à travers le monde, servant notamment dans la création de souches de poules pondeuses industrielles (environ 70 % des effectifs de pondeuses industrielles en sont partiellement issues). En France, quatre standards différents sont homologués.

## Origine
Les Leghorns proviennent d'anciennes races vivant en Toscane ou en Italie centrale. Elles sont très populaires pour leurs performances en ponte d’œufs, jusqu'en France ou en Belgique. Les premières Leghorns sont importées entre 1828 et 1853 aux États-Unis ,, à partir de la ville portuaire italienne de Livourne. D'abord appelées « Italiana bianca », c'est en 1865 que ces volailles prennent le nom de « Leghorn »  qui est une version anglaise du nom Livourne . Ce nom peut aussi faire référence à la couleur de ses tarses : « Leg » (pattes) + « Horn » (corne), c'est-à-dire poule aux pattes couleur corne. En 1870, le Royaume-Uni importe des Leghorns blanches et « brown » (c'est-à-dire doré-saumoné) des États-Unis ,.
Au début du XXe siècle en Amérique du Nord, les Leghorns sont intensivement sélectionnées pour leurs œufs. Elles sont croisées avec différentes races comme la poule de Minorque ou le combattant malais afin de les rendre plus grandes , avec la Rhode-Island  pour obtenir des œufs roux, ou avec la Wyandotte pour diminuer la taille de leur crête et ainsi éviter les engelures causées par le froid dans les régions du nord des États-Unis ou du Canada . Des Leghorns avec la crête frisée ont ainsi vu le jour, mais elles sont aujourd'hui très rares. On arrive ainsi à obtenir des sujets pondant plus de 300 œufs par an, utilisés alors dans les élevages en batterie, comme les poules hybrides ISA brown .
À partir des années 1950, les pays commencent à fixer leurs standards : américaine, anglaise, canadienne, allemande, hollandaise ... Malheureusement en Italie, les éleveurs ont complètement négligé leur race d'origine, et il faut attendre la fin du XXe siècle pour qu'ils se mettent à nouveau à sélectionner afin de retrouver ses caractéristiques.

## Standards
La Leghorn est une volaille de type méditerranéen, svelte, à l'ossature fine. Vive et alerte, elle aime parcourir de grands espaces à la recherche de nourriture. Très grande pondeuse d’œufs (en moyenne 280 par an) mais mauvaise couveuse et mauvaise mère, elle est utilisée pour l'élevage en batterie aux États-Unis.
Les tarses sont de couleur jaune, même si chez les meilleures pondeuses ils ont tendance à éclaircir, ce qui n'est pas un défaut. Les oreillons sont grands, blanc à crème .
Du fait de sa renommée internationale et de sa grande diffusion, la Leghorn a été sélectionnée et améliorée dans divers pays. En Italie, deux standards sont reconnus : celui de la Leghorn italienne Livorno et celui de la Leghorn allemande Italiener, pour un total de 10 coloris homologués ,. En Allemagne, l'Italiener est même reconnue comme une race distincte de la Leghorn. Aux États-Unis, 11 coloris sont reconnus pour leur standard de Leghorn , tandis qu'au Royaume-Uni, 14 sont homologués . En France, la fédération française des volailles (FFV) reconnait quatre types de Leghorns aux standards distincts homologués en France pour un total de 17 coloris  :
- La Leghorn ancienne ou poule de Livourne (« Livorno » en Italien), la forme d'origine de la race
- La Leghorn moderne ou Italienne, sélectionnée en Allemagne (à noter qu'en Allemagne, la poule d'Ancône est considérée comme une Italienne cailloutée)
- La Leghorn Américaine
- La Leghorn Anglaise

La variété autosexable (le coq et la poule sont de coloris différents dès la naissance), dite « Legbar » est également reconnue en France .
Il existe aussi deux formes naines :
- La Leghorn naine moderne ou Italienne naine
- La Leghorn américaine naine ou Leghorn naine blanche

A noter que selon les pays, la masse des standards peut varier. Par exemple, aux Pays-Bas, les Leghorns sont bien plus massives qu'en France (coq de 2,5 à 3,5 kg et poule de 2,25 à 2,75 kg) .

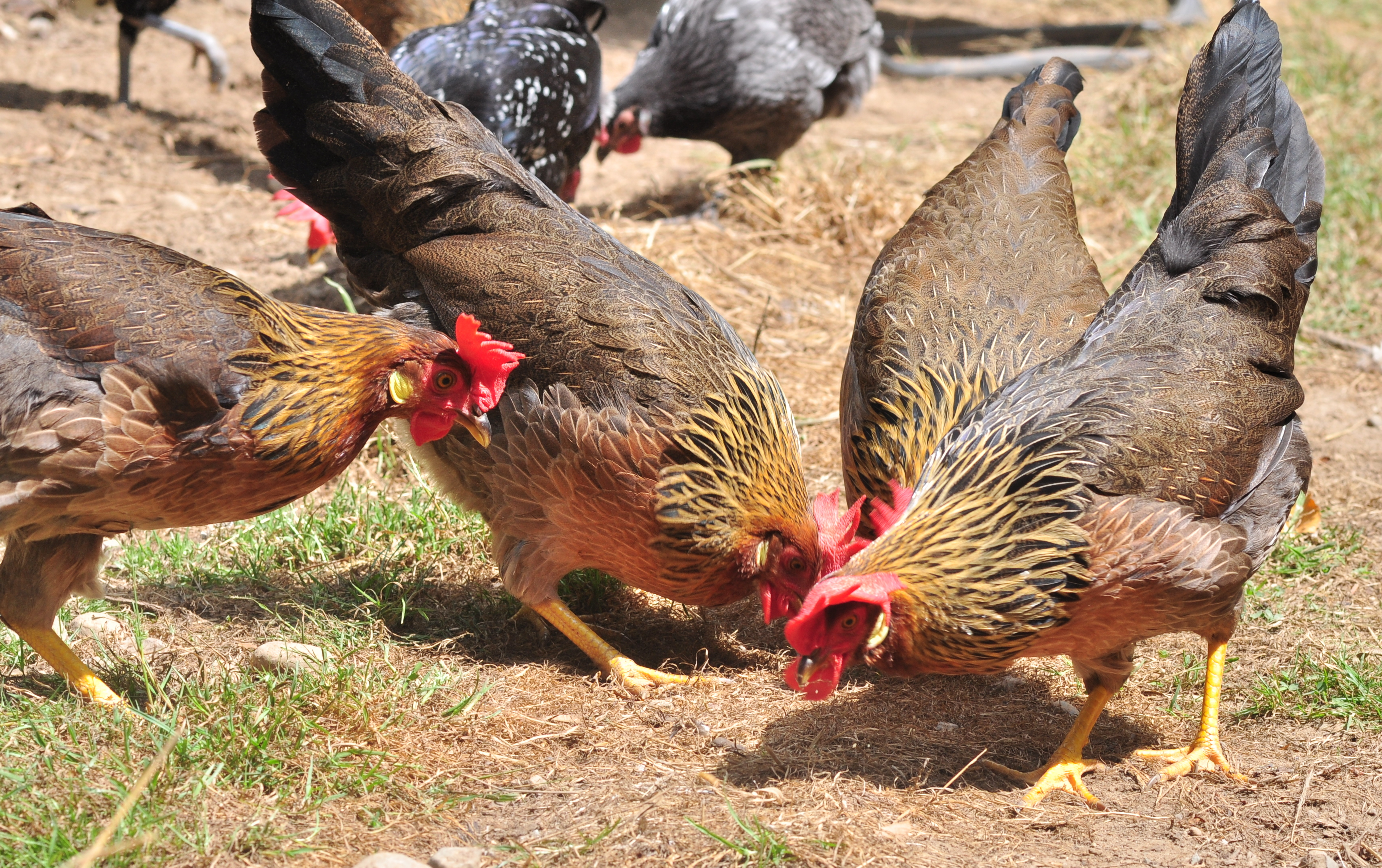
Des poules Leghorn dorée-saumoné de type ancien.
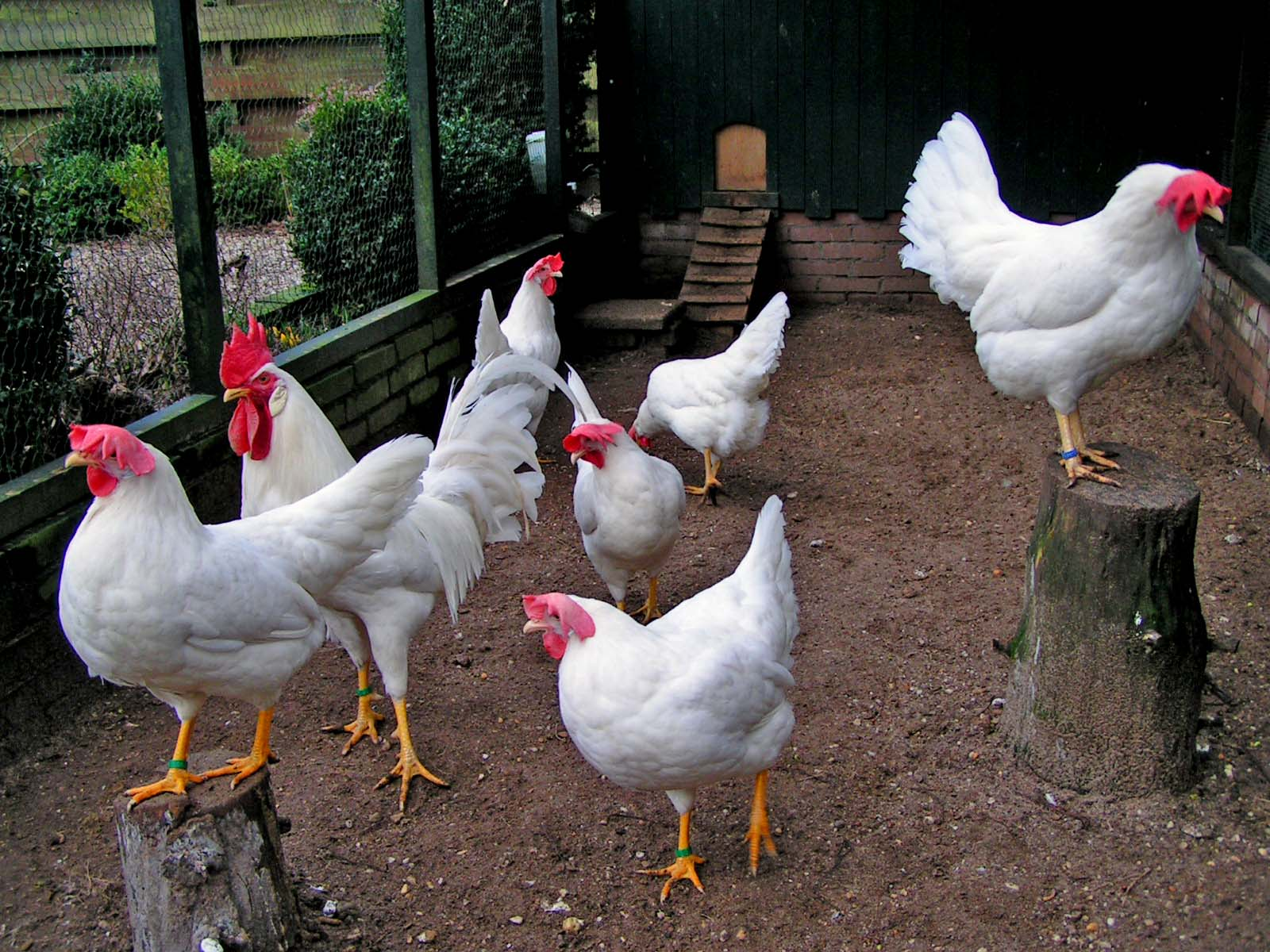
Des poules et coq Leghorn blancs de type moderne.
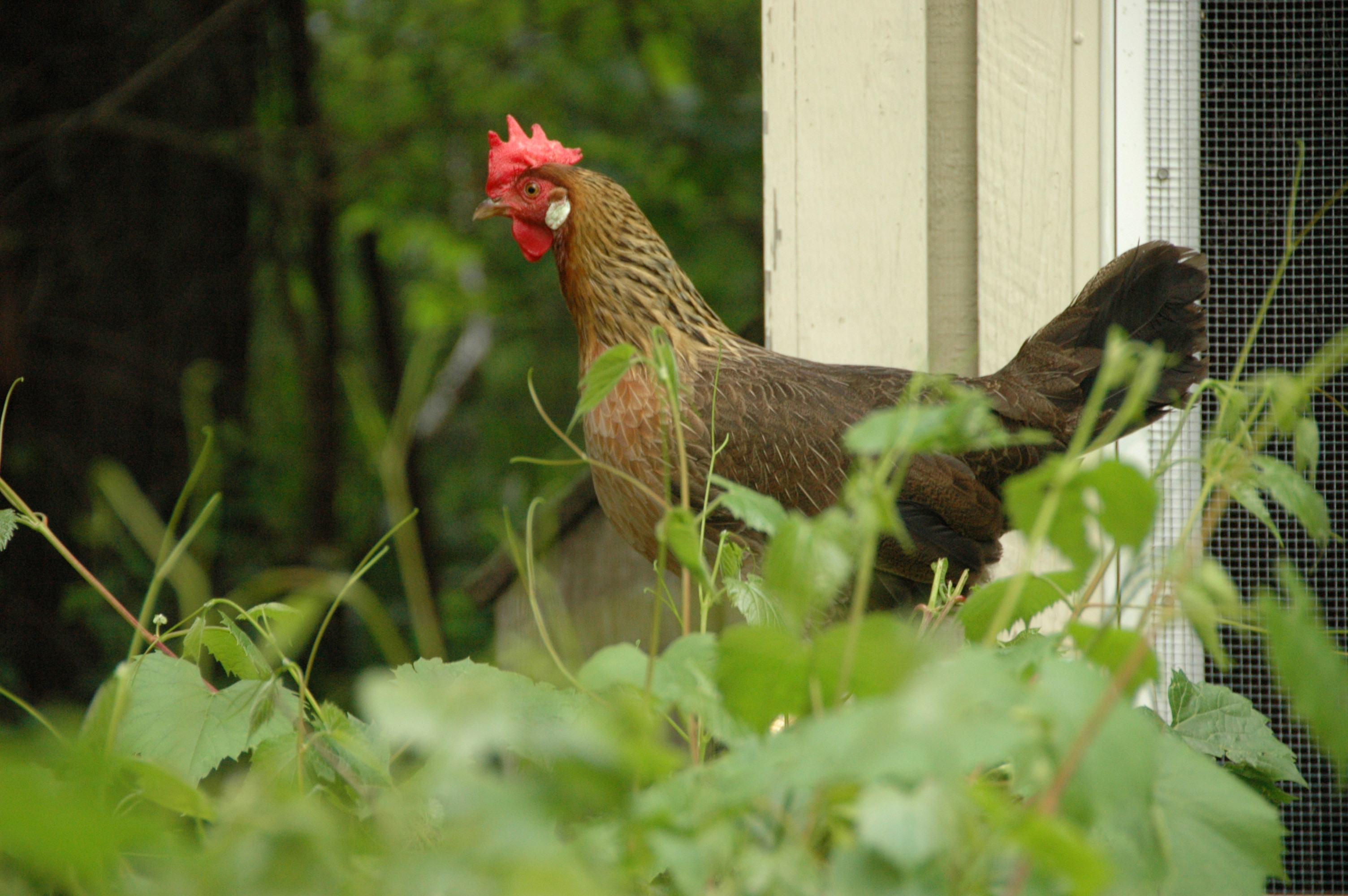
Une poule Leghorn doré-saumoné ("brown") de type Américain.
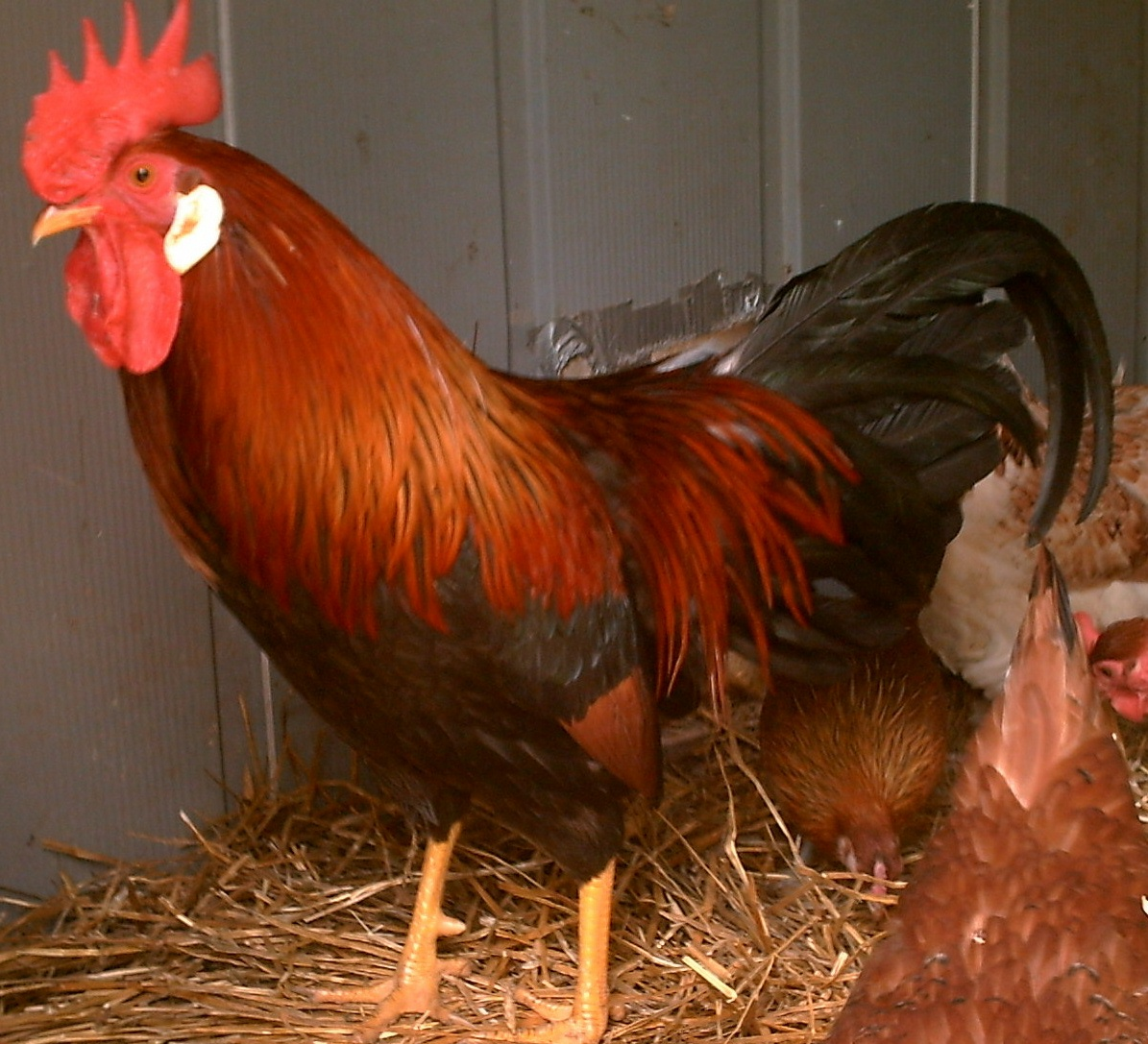
Un coq Leghorn doré de type Américain.
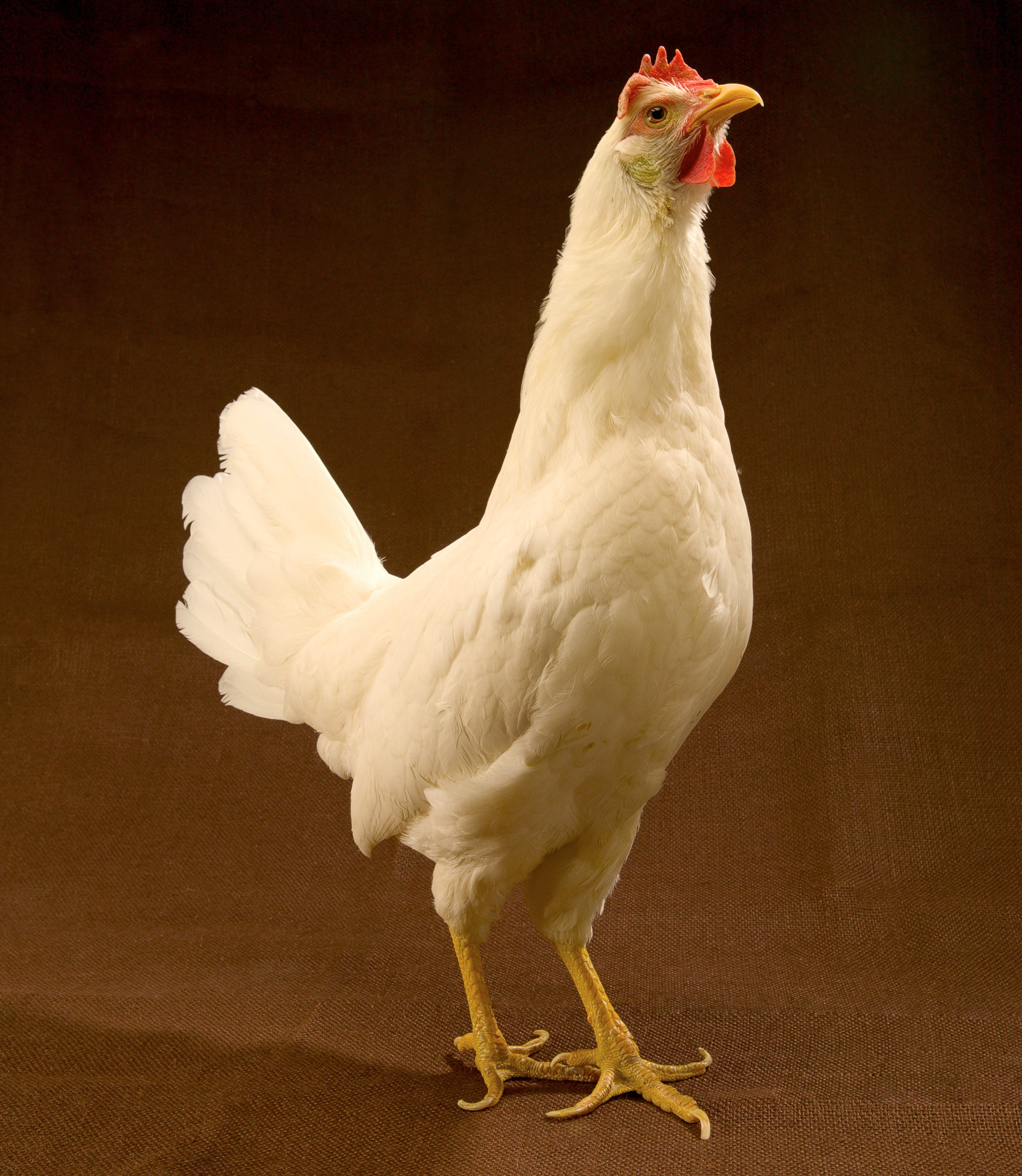
Une poule Leghorn blanche de type Américain.
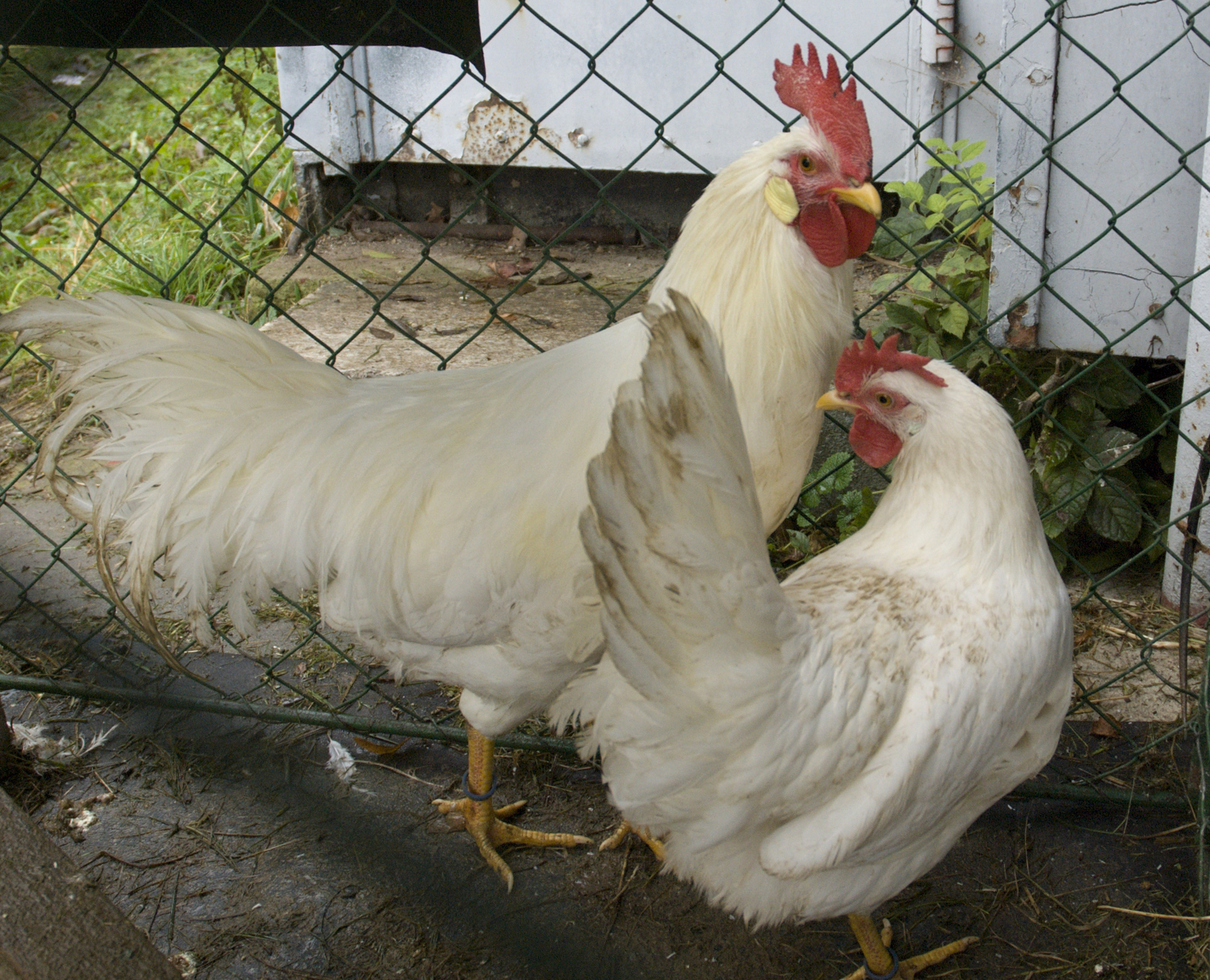
Un couple de Leghorns blancs de type Américain.
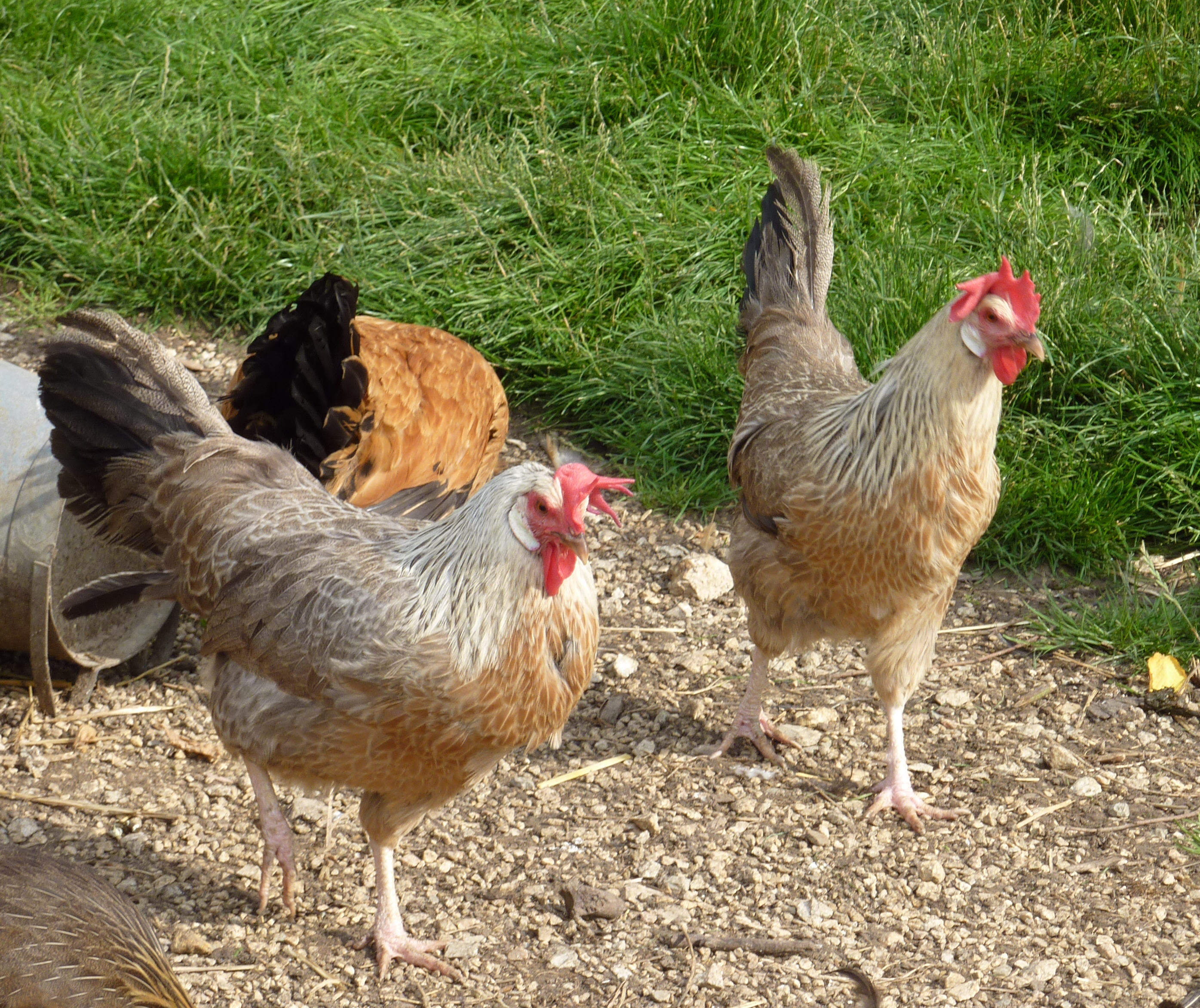
Deux poules Leghorn argenté-saumoné de type moderne.
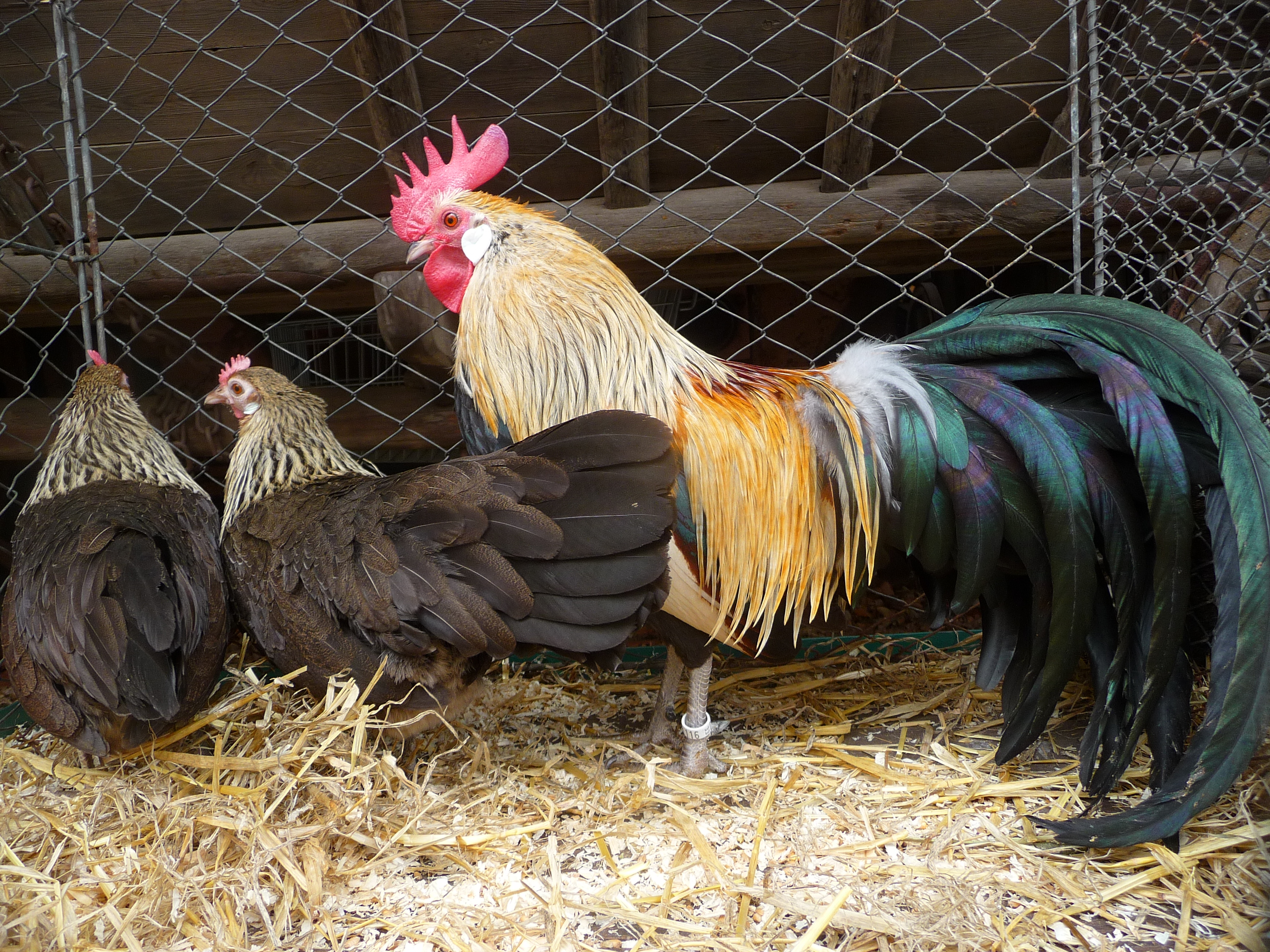
Des Leghorn de type moderne.
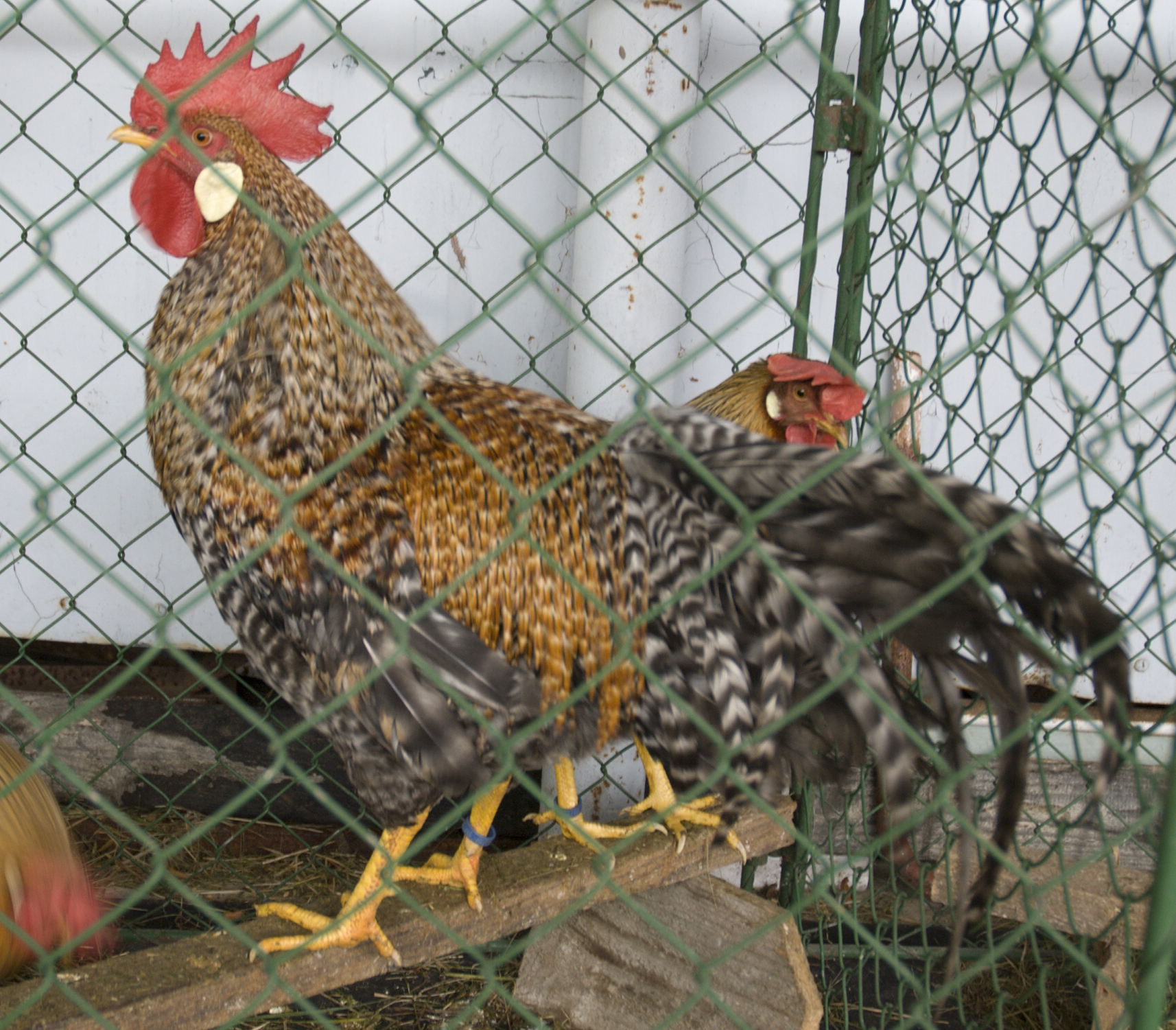
Un coq Legbar crème barré.
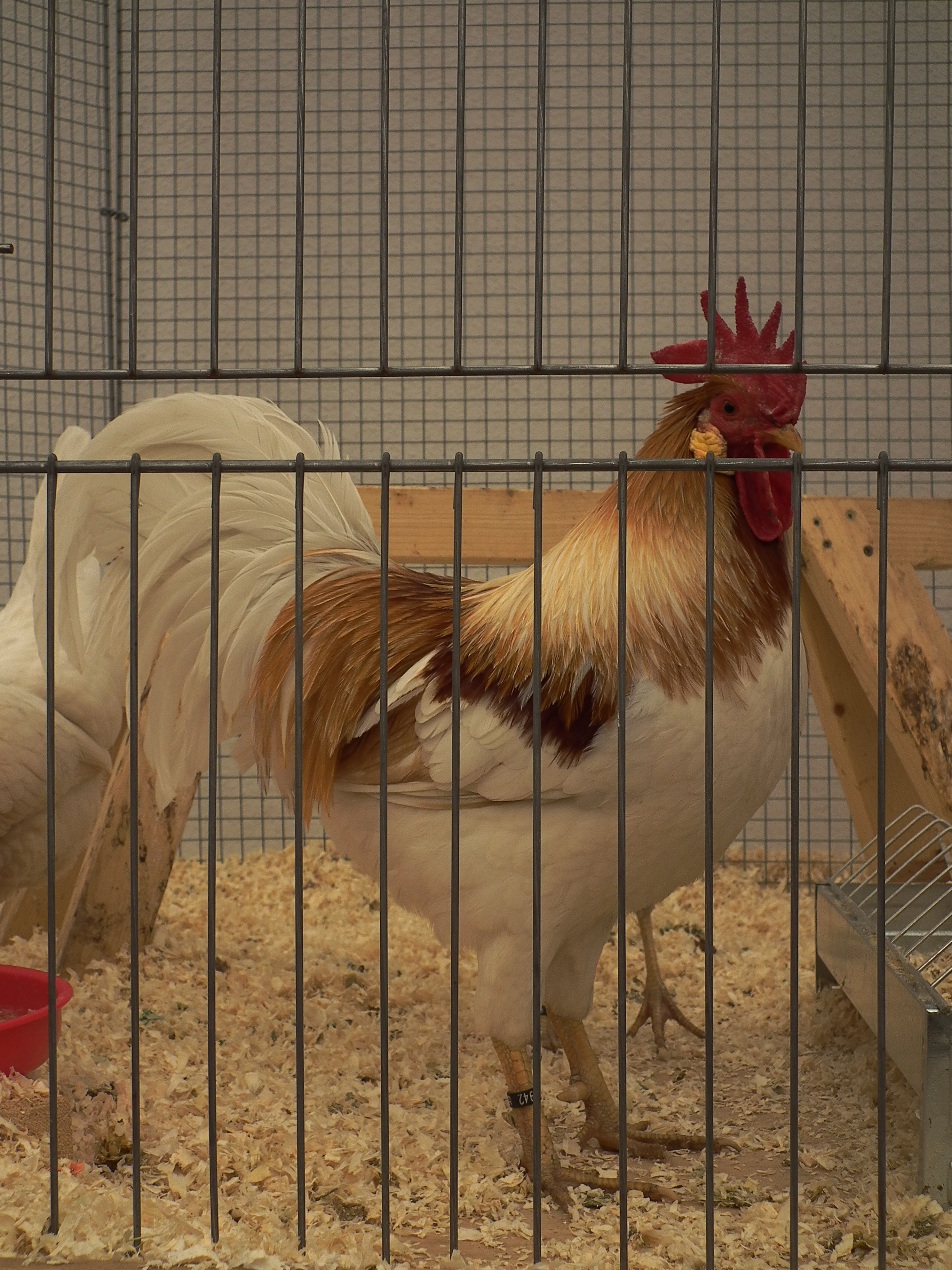
Un coq Leghorn red pyle de type moderne nain.
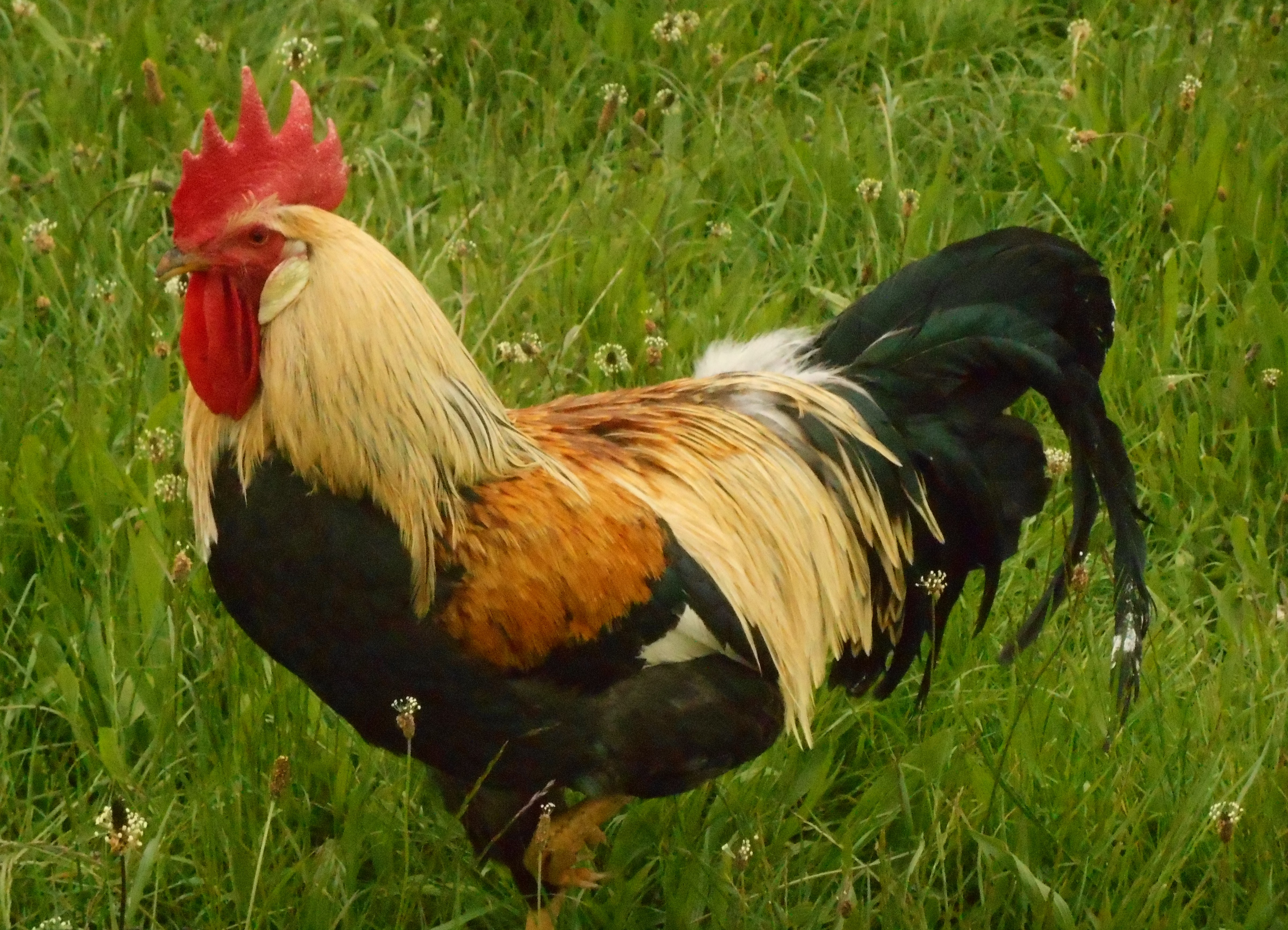
Un coq Leghorn de type moderne.
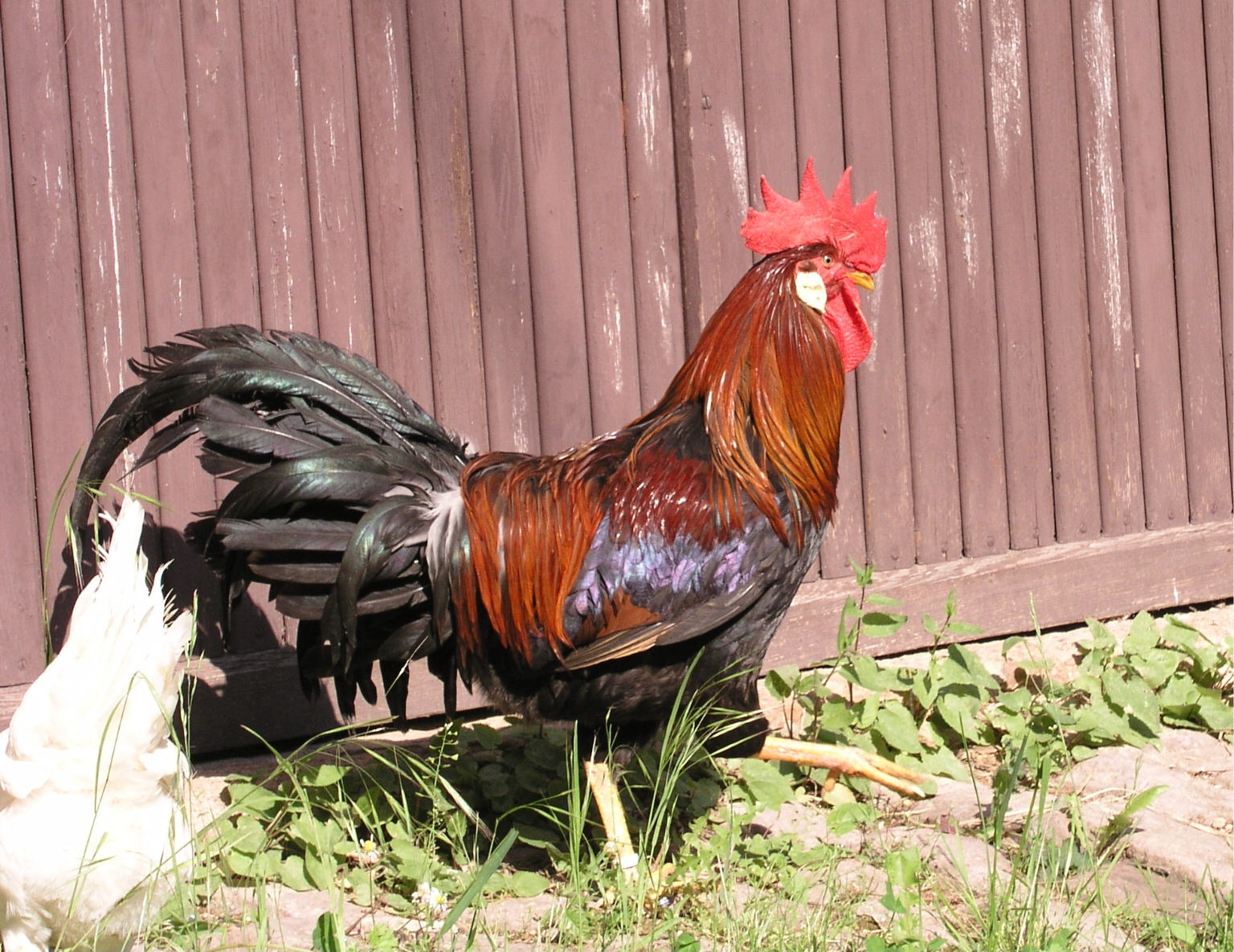
Un coq Leghorn de type moderne.
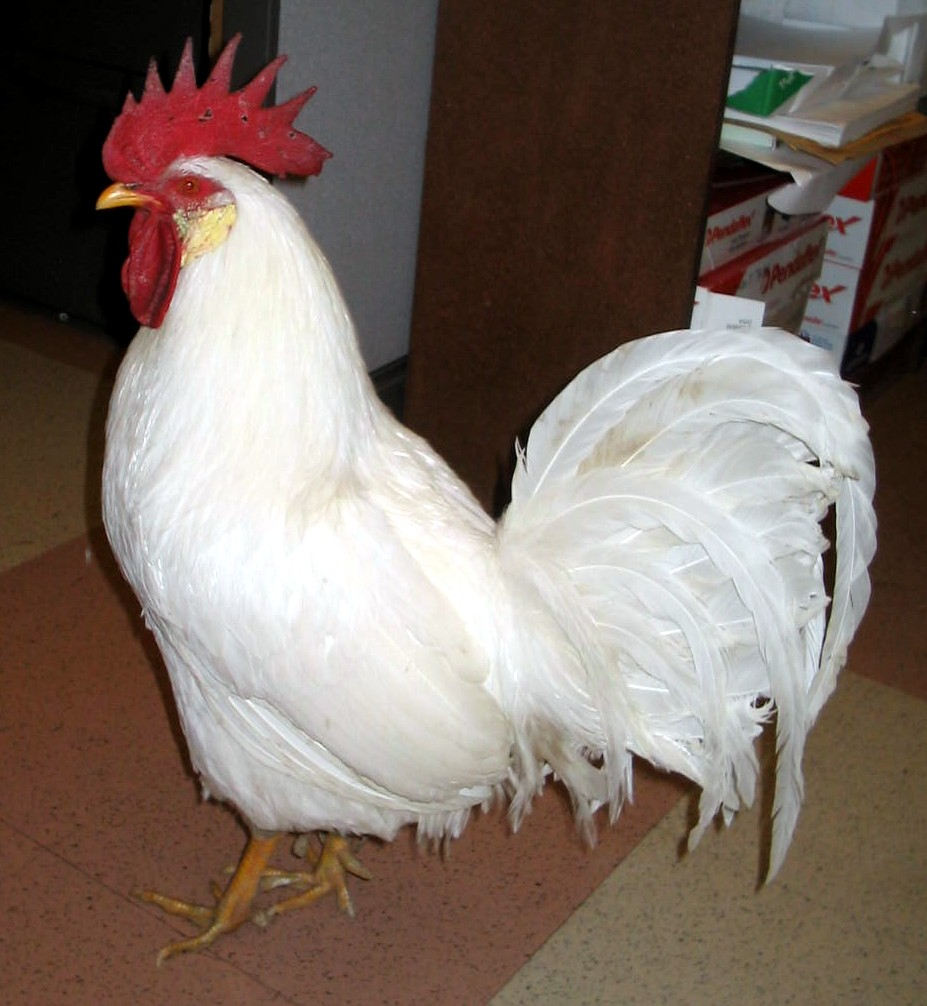
Un coq Leghorn blanc de type anglais.

### La Leghorn ancienne ou poule de Livourne
C'est la variété représentant le véritable type italien d'origine, issue des volailles fermières de la région de Livourne. Parvenue au Royaume-Uni via les États-Unis vers 1870, elle est connue et élevée en Europe depuis cette date . 
C'est une volaille de bonne taille, au corps long et profond, à poitrine pleine avec un abdomen bien développé tout en ayant une allure svelte et élégante.
C'est une race vive à croissance et emplumage rapides des jeunes, avec une mue tardive et rapide des adultes.

#### Standard
- Masse idéale : Coq : 2,25 à 3 kg ; Poule : 1,75 à 2,5 kg
- Crête : simple et grande
- Oreillons : blanc soufré (jaunâtre)
- Couleur des yeux : rouge-orangé
- Couleur de la peau : blanche
- Couleur des Tarses : jaune.
- Variétés de plumage : uniquement doré-saumoné foncé
- Œufs à couver : min. 55 grammes, coquille blanche
- Diamètre des bagues : coq : 18 mm ; poule : 16 mm

### La Leghorn moderne ou italienne
La Leghorn de type moderne ou italienne doit son type et son coloris au travail des sélectionneurs allemands des années 1910. Les lignes du corps sont harmonieuses, la queue pleine avec faucilles larges et la crête typique à dentelure régulière .

#### Standard
Grande race :
- Masse idéale : Coq : 2 à 2,7 kg ; Poule : 1,8 à 2,4 kg
- Crête : simple et moyenne
- Oreillons : blanc "soufré" (jaunâtre)
- Couleur des yeux : rouge sombre à orangé selon variétés
- Couleur de la peau : blanche
- Couleur des Tarses : jaune
- Variétés de plumage : doré-saumoné, argenté-saumoné, orange, noir, noir caillouté blanc (« exchequer »), blanc, fauve, bleu, rouge, pile, barré, blanc herminé noir, doré-saumoné bleu, tricolore, doré à liséré bleu, doré à liséré blanc, doré à liséré noir
- Œufs à couver : min. 55 grammes, coquille blanche
- Diamètre des bagues : coq : 18 mm ; poule : 16 mm

Naine :
- Masse idéale : coq : 800g, poule : 700g.
- Crête : simple avec si possible 5 crétillons
- Oreillons : blanc émail à couleur crème
- Couleur des yeux : rouge vif
- Couleur de la peau : blanche
- Couleur des Tarses : jaune
- Variété de plumage : saumoné doré, saumoné doré foncé, argenté, blanc, noir, bleu, pile, caillouté, fauve, barré, blanc et fauve herminé, mille-fleurs, rouge
- Œufs à couver : max. 35g, coquille blanche
- Diamètre  des  bagues : coq : 14mm, poule : 10mm

### La Leghorn américaine

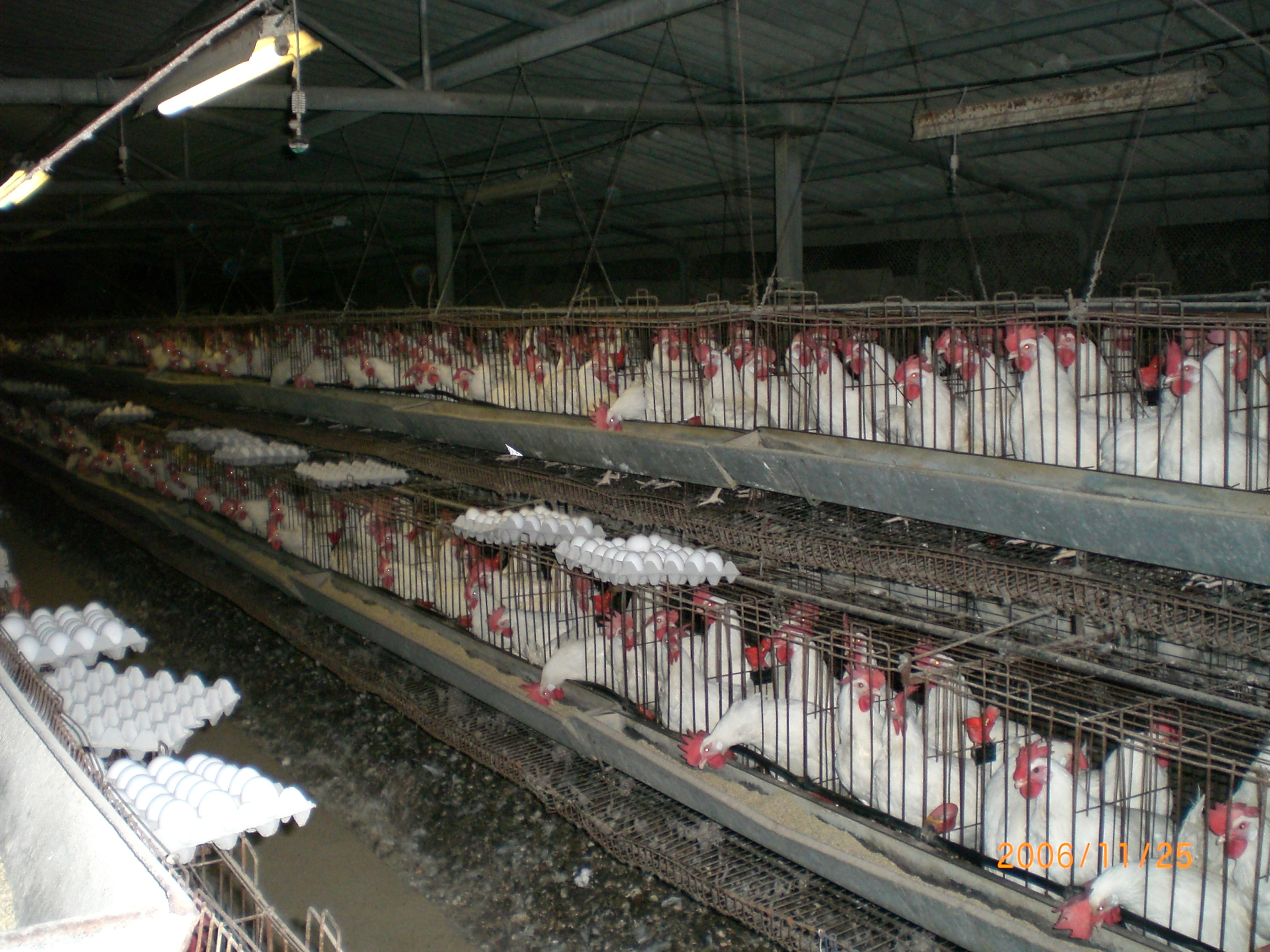
Pondeuses en batterie issues de Leghorn.

La Leghorn américaine a été créée aux États-Unis à partir de poules communes italiennes blanches. Elle est présente depuis 1910 en Europe .

#### Standard
Grande race :
- Masse idéale : Coq : 2 à 2,7 kg ; Poule : 1,7 à 2,2 kg
- Crête : simple, crête frisée admise
- Oreillons : blancs
- Couleur des yeux : rouge-orangé
- Couleur de la peau : blanche
- Couleur des Tarses : jaune
- Variétés de plumage : uniquement blanc (tandis qu'aux États-Unis, 11 coloris sont homologués)
- Œufs à couver : min. 60g, coquille blanche
- Diamètre des bagues : coq : 18 mm ; poule : 16 mm

Naine :
- Masse idéale : coq : 800g, poule : 700g.
- Crête : simple avec si possible 5 crétillons
- Oreillons : blanc émail à couleur crème
- Couleur des yeux : rouge vif
- Couleur de la peau : blanche
- Couleur des Tarses : jaune
- Variété de plumage : blanc uniquement
- Œufs à couver : max. 35g, coquille blanche
- Diamètre  des  bagues : coq : 14mm, poule : 10/12mm

### La Leghorn anglaise
C'est une souche améliorée et transformée en Angleterre de forme svelte, de grandeur moyenne, d'allure fière avec une poitrine large et haute .

#### Standard
- Masse idéale : Coq : 2 à 2,5 kg ; Poule : 1,5 à 2 kg
- Crête : simple
- Oreillons : blancs
- Couleur des yeux : rouge-orangé
- Couleur de la peau : blanche
- Couleur des Tarses : jaune.
- Variétés de plumage : uniquement blanc (tandis qu'au Royaume-Uni, 14 coloris sont homologués)
- Œufs à couver : min. 55 grammes, coquille blanche
- Diamètre des bagues : coq : 18 mm ; poule : 16 mm

## Dans la culture populaire
Charlie le coq, un personnage des Looney Tunes créé en 1946 par Robert McKimson, est inspiré de la Leghorn comme en témoigne son nom original : Foghorn Leghorn. 

### Sources
- Fédération française des volailles
- Le Standard officiel des volailles (Poules, oies, dindons, canards et pintades), édité par la SCAF.